# ایستگاه خیابان جانز وود
ایستگاه خیابان جانز وود
یک ایستگاه از خط بیکرلو و از خطوط متروی لندن است.که در خیابان سنت جانز وود قرار دارد و در ۲۰ نوامبر ۱۹۳۹افتتاح شده‌است.

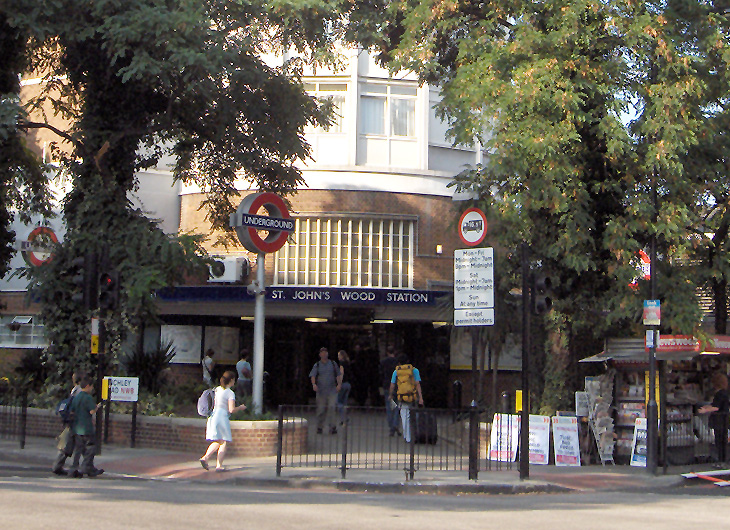

## نگارخانه

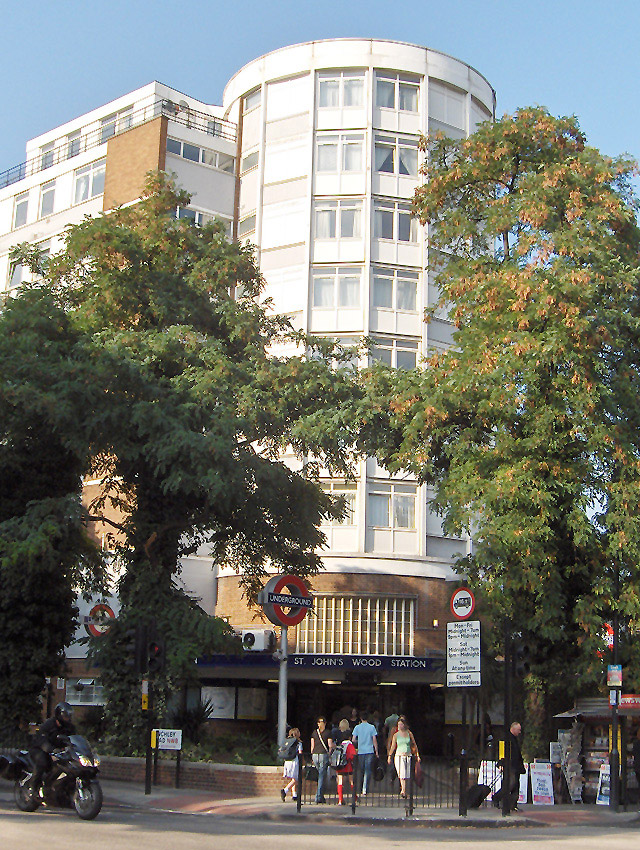
Station entrance (September 2006)
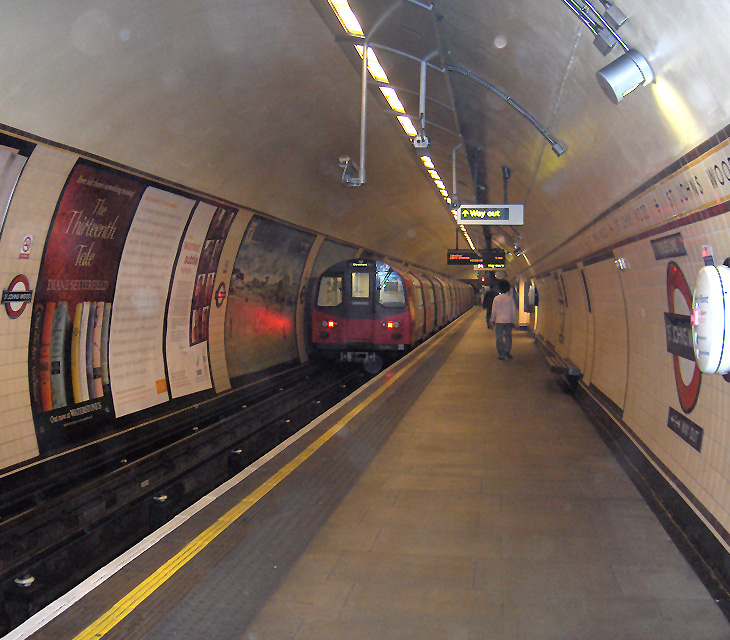
Southbound platform (September 2006)
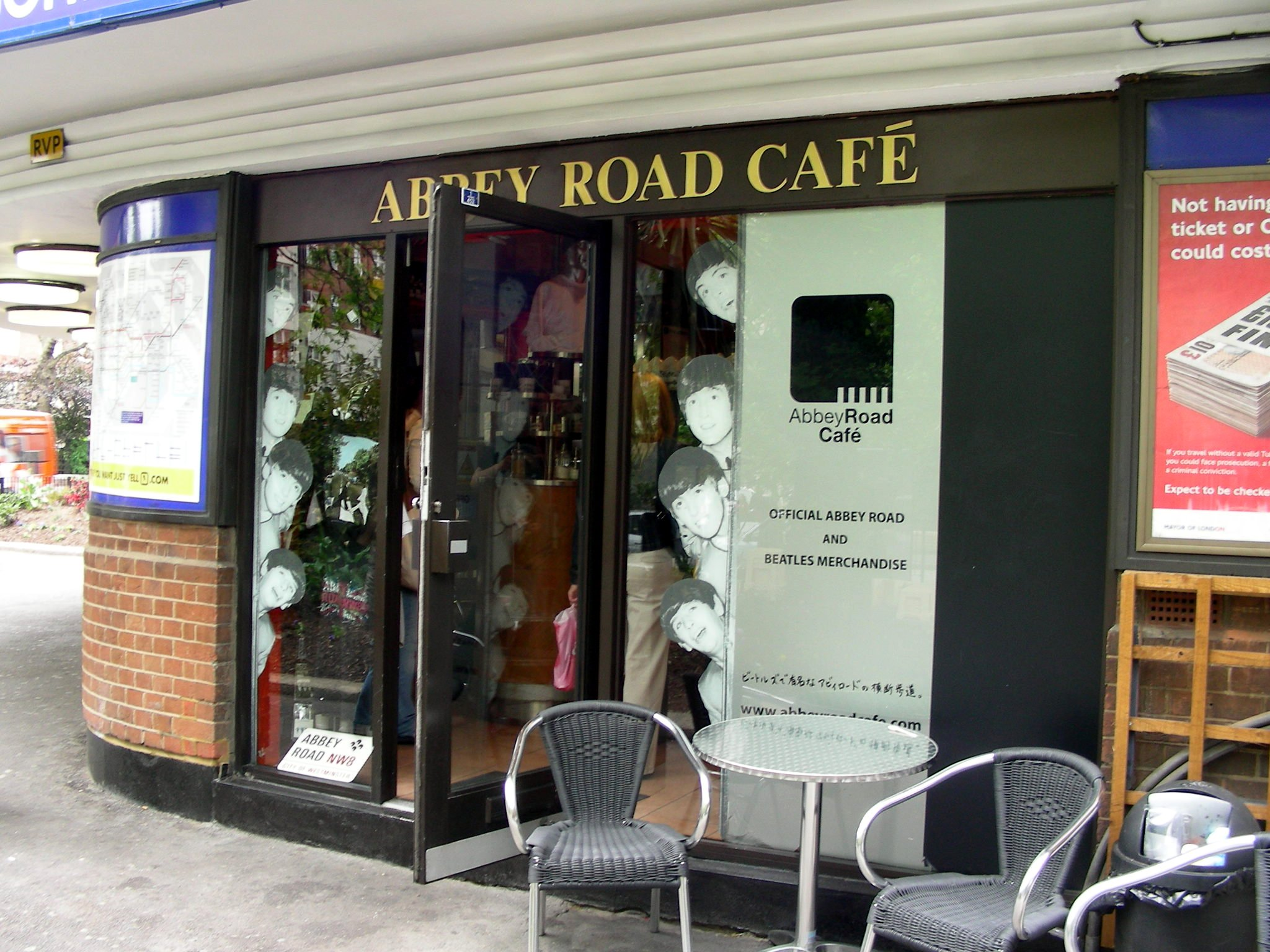
Abbey Road Cafe outside tube stop (May 2006)
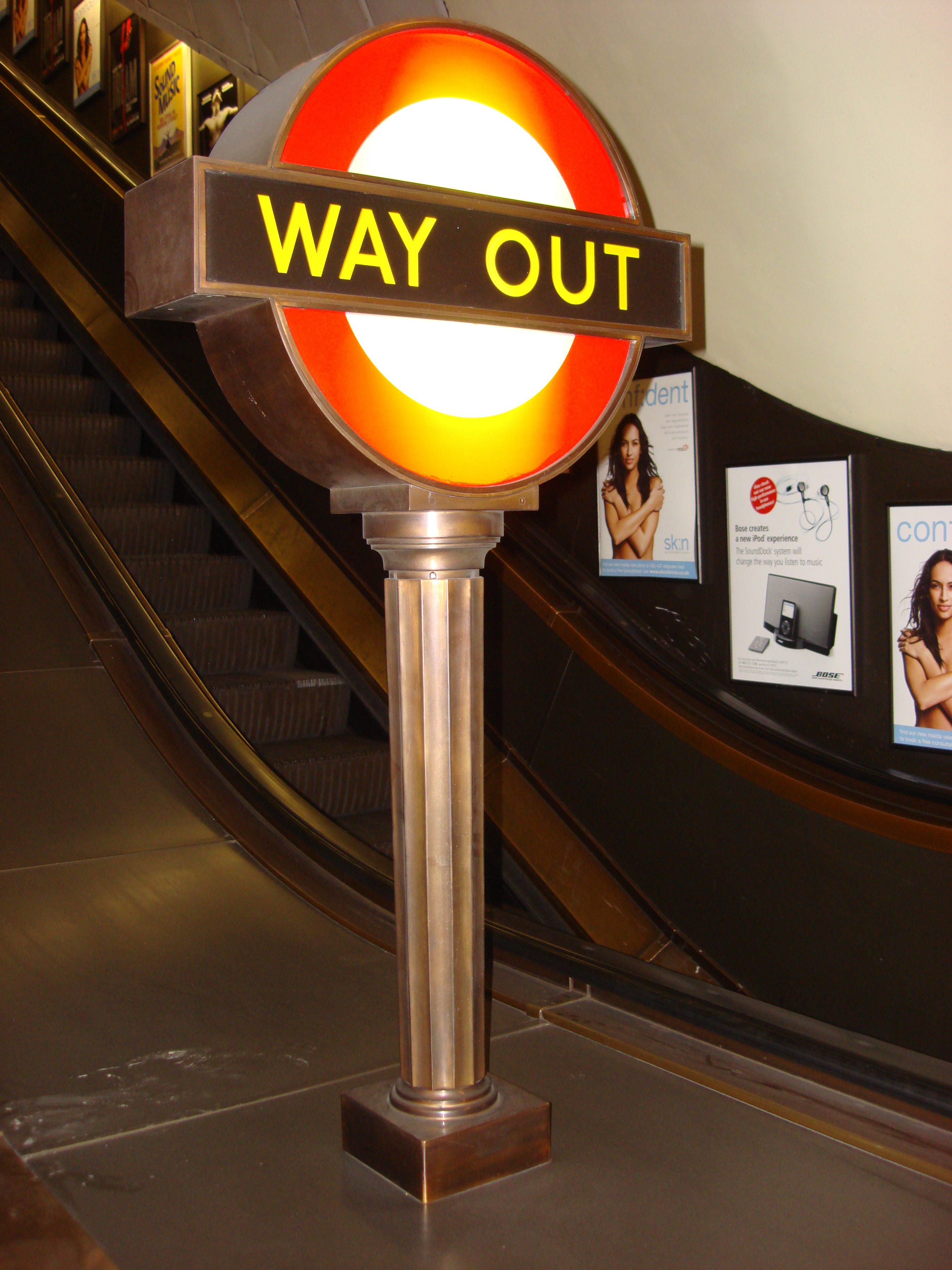
Way out sign at the bottom of the escalators(March 2007)